# In the Closet
In the Closet este o melodie lansata de catre cantaretul american Michael Jackson. Hitul este a treia melodie de pe albumul Dangerous.Melodia a fost lansata pe date de 8 mai 1992.Versurile si melodia au fost compuse de catre Michael Jackson si Teddy Riley. Melodia a fost pe locul 6 in topul Billboard Hot 100. In videoclip, Jackson danseaza cu modelul Naomi Campbell. Videoclipul a fost lansat la sfarsitul lunii Martie din anul 1992,in Salton Sea,California si a avut premiera pe 23 aprilie 1992.Videoclipul a fost interzis in Africa de Sud,datorita imaginilor din video. In the Closet a fost inițial conceput ca un duet intre Michael Jackson si Madonna. Potrivit unui interviu din 1992 cu jurnalistul britanic Jonathan Ross, Madonna a spus că a lucrat la unele idei lirice pentru melodie, dar atunci când ea le-a prezentat lui Michael, el a decis ca ideile erau prea provocatoare și au decis să nu continue cu proiectul.Acest hit este inclus si in jocul Michael Jackson:The Experience.